# Pietro IV (vescovo di Novara)
Pietro IV da Novara (Novara, ... – dopo il 1209) è stato un vescovo cattolico italiano.

## Biografia
Pietro IV da Novara nacque a Novara e viene ricordato già prima della propria elezione come canonico della cattedrale cittadina.
Fu eletto vescovo di Novara nel 1196.
Nel 1209 fu esiliato dalla città, in quanto aveva osato ostentare le pretese della Chiesa sul dominio episcopale contro il parere del comune civile.
Morì in esilio poco dopo il 1209.